# Penco
Penco ist eine Stadt in Chile mit 47.367 Einwohnern (Stand: 2017). Sie liegt in der Agglomeration Concepción der Región del Bío-Bío. Das Areal beträgt 107,60 km². Der Stadtvorsitz ist Víctor Hugo Figueroa. Zusammen mit der Hafenstadt Lirquen, 20 EW, bildet sie die Kommune Penco-Lirquen.
Penco wurde 1550 als Concepción gegründet und beim Erdbeben von Concepción 1570 fast vollständig zerstört. Concepción wurde später ca. 15 km landeinwärts neu errichtet. 1842 wurde der Ort Penco als „Villa de Penco“ neugegründet.
Der Ortsname ist bis heute der Wortstamm für das Adjektiv für Concepción: penquista.

## Persönlichkeiten
- Arturo Coddou (1905–1954), Fußballspieler